# Ghaziabad (miasto)
Ghaziabad – miasto w północnych Indiach w stanie Uttar Pradesh, na Nizinie Hindustańskiej.
Populacja miasta w 2001 roku wynosiła 968 521 mieszkańców.